# Шериф Ндиаје
Папе Шериф Ндиаје (фр. Pape Cherif Ndiaye; Дакар, 23. јануар 1996) сенегалски је фудбалер је који тренутно наступа за Црвену звезду.

## Каријера
Ндиаје је прошао пробу у Васланд-Беверену и за тај клуб потписао почетком 2017. године. Претходно је наступао у Трећој лиги Сенегала. Како у Белгији није добијао прилику у континуитету, касније је постао фудбалер ХНК Горице. Усталио се у постави тадашњег тренера Сергеја Јакировића и за ту екипу наступао до лета 2020. године, када је отишао на једногодишњу позајмицу у турски Гозтепе. Клуб је после тога активирао право откупа и с играчем потписао уговор. Ту се задржао до априла 2022, након чега је прешао у кинески Шангај порт. Током 2023. године, Ндиаје је поново играо у Турској, као фудбалер Адане демирспор.
Дана 5. септембра 2023. године, објављено је да је постао нови фудбалер Црвене звезде. Уговор је потписан на три године, уз могућност продужења за још једну сезону. Према писању медија, Црвена звезда се обавезала да у ратама исплати обештећење од четири милиона евра. Иако је био стандардан у поставци Барака Бахара, до краја календарске године постигао је свега три поготка. По један гол постигао је у свим такмичењима, а свој први у Суперлиги Србије постигао је на 173. вечитом дербију. У наставку је погодио и на преостала два сусрета с Партизаном у оквиру лигашког дела такмичења. Сезону је окончао као најбољи стрелац екипе под вођством Владана Милојевића. Допринео је освајању дупле круне, што су били његови први трофеји у професионалној каријери.

## Репрезентација
У јуну 2024, Ндиаје је позван у репрезентацију Сенегала за сусрете квалификација за Светско првенство. Дебитовао је истог месеца, против селекције Демократске Републике Конго, заменивши на терену Николаса Џексона у завршници сусрета који је окончан резултатом 1 : 1.

## Статистика

### Клупска
Ажурирано 7. јула 2024.
|                             |          |                    |     |    |    |    |    |   |   |   |     |    |  |  |
| Васланд-Беверен             | 2016/17. | Прва лига Белгије  | 4   | 0  | 0  | 0  | —  | — | — | — | 4   | 0  |  |  |
| Васланд-Беверен             | 2017/18. | Прва лига Белгије  | 8   | 1  | 0  | 0  | —  | — | — | — | 8   | 1  |  |  |
| Васланд-Беверен             | 2018/19. | Прва лига Белгије  | 1   | 0  | —  | —  | —  | — | — | — | 1   | 0  |  |  |
| Васланд-Беверен             | Укупно   | Укупно             | 13  | 1  | 0  | 0  | —  | — | — | — | 13  | 1  |  |  |
|                             |          |                    |     |    |    |    |    |   |   |   |     |    |  |  |
| Горица                      | 2018/19. | Прва лига Хрватске | 17  | 8  | —  | —  | —  | — | — | — | 17  | 8  |  |  |
| Горица                      | 2019/20. | Прва лига Хрватске | 33  | 7  | 3  | 4  | —  | — | — | — | 36  | 11 |  |  |
| Горица                      | 2020/21. | Прва лига Хрватске | 2   | 0  | —  | —  | —  | — | — | — | 2   | 11 |  |  |
| Горица                      | Укупно   | Укупно             | 52  | 15 | 3  | 4  | —  | — | — | — | 55  | 19 |  |  |
|                             |          |                    |     |    |    |    |    |   |   |   |     |    |  |  |
| Гозтепе (позајмица)         | 2020/21. | Суперлига Турске   | 39  | 10 | 1  | 2  | —  | — | — | — | 40  | 12 |  |  |
| Гозтепе                     | 2021/22. | Суперлига Турске   | 30  | 10 | 3  | 2  | —  | — | — | — | 33  | 12 |  |  |
| Гозтепе                     | Укупно   | Укупно             | 69  | 20 | 4  | 4  | —  | — | — | — | 73  | 24 |  |  |
|                             |          |                    |     |    |    |    |    |   |   |   |     |    |  |  |
| Шангај порт                 | 2022.    | Суперлига Кине     | 24  | 9  | 1  | 0  | —  | — | — | — | 25  | 9  |  |  |
|                             |          |                    |     |    |    |    |    |   |   |   |     |    |  |  |
| Адана демирспор (позајмица) | 2022/23. | Суперлига Турске   | 12  | 8  | —  | —  | —  | — | — | — | 12  | 8  |  |  |
| Адана демирспор             | 2023/24. | Суперлига Турске   | 2   | 1  | —  | —  | 6  | 4 | — | — | 8   | 5  |  |  |
| Адана демирспор             | Укупно   | Укупно             | 14  | 9  | —  | —  | 6  | 4 | — | — | 20  | 13 |  |  |
|                             |          |                    |     |    |    |    |    |   |   |   |     |    |  |  |
| Црвена звезда               | 2023/24. | Суперлига Србије   | 27  | 11 | 5  | 3  | 6  | 1 | — | — | 38  | 15 |  |  |
|                             |          |                    |     |    |    |    |    |   |   |   |     |    |  |  |
| Каријера                    | Каријера | Каријера           | 199 | 65 | 13 | 11 | 12 | 5 | — | — | 224 | 81 |  |  |
|                             |          |                    |     |    |    |    |    |   |   |   |     |    |  |  |

### Репрезентативна
Ажурирано 7. јула 2024.
| Сенегала | Сенегала | Сенегала |
| Године   | Наступа  | Голова   |
| -------- | -------- | -------- |
| 2024.    | 2        | 0        |
| Укупно   | 2        | 0        |

## Трофеји, награде и признања
| Црвена звезда - Суперлига Србије : 2023/24. - Куп Србије : 2023/24. | - Играч кола у Суперлиги Србије 1. Суперлига Србије за сезону 2023/24, 26. коло |